# 陳寶珠
陳寶珠（英語：Connie Chan Po-chu，1946年12月10日—），籍貫廣東新會外海，香港粵劇和電影女演員、歌手，有“影迷公主”美譽。在60年代中期，她與馮素波、沈芝華、蕭芳芳、薛家燕、王愛明及馮寶寶六位同樣自粵語片童星出身的女影星結義金蘭，而組成粵語影壇著名的 “七公主”，其中陳寶珠按年齡長幼順序排行第三。陳寶珠出身自粵劇世家，為粵劇名伶陳非儂、宮粉紅夫婦的養女，年幼時跟隨其養父母學習粵劇，5歲時首次登台，7歲時拜粉菊花為師學習北派武功，並多次在台上演出京劇。10歲時與梁寶珠、梁醒波和養父陳非儂組成「孖寶劇團」演出文武生行當。1960年1月31日，獲紅伶任劍輝收為入室弟子。她亦是演員曹達華的乾女兒，現與家人居於香港島大坑。

## 簡歷
陳寶珠原名何佩勤，家中有16個兄弟姊妹，排行第8，她4歲時因家境貧困，被雙親送給有粵劇男花旦王之稱的陳非儂和宮粉紅夫婦收養，改名陳寶珠。她自幼耳濡目染，年方五歲，便隨養父母登台露面。年約七歲，她便拜名伶粉菊花為師傅，學習北派武功，不足一年已經多次參演京劇大會串，不久，她便正式上台表演京劇，第一部演出便是和師姐沈芝華一起合演的《三岔口》，之後她經常與粉師傅登台表演。到了十歲便與梁醒波的女兒梁寶珠在「孖寶劇團」合演粵劇演出，然後轉上大銀幕拍電影。
陳寶珠曾就讀位於灣仔道與莊士敦道交界的救世軍學校，後就讀嶺英中學。但因忙於拍攝電影而被迫在嶺英中學完成中一課程後輟學。1958年，十一歲的陳寶珠加入電懋電影公司，開始電影事業，首次參演粵劇《秦香蓮》電影，第二部是與梁醒波合作的國語片《童軍教練》。在演出初期主要是反串男角演出戯曲電影和古裝武俠片。
1957-59年，當時十歲的她被有丑生王之稱的梁醒波垂青，與其女兒梁寶珠組成「孖寶劇團」，她在劇團中當文武生行當。合演者還有梁醒波、陳非儂和陳好逑。而在一次演出後，她得到當時前來觀看的紅伶任劍輝賞識和鼓勵，因此二人結下日後的師徒緣份。
1960年1月31日（農曆年初四），在任劍輝義妹白雪仙的開平道私邸，她由養父陳非儂陪同在各大傳媒見証下，向紅伶任劍輝舉行拜師儀式，二人正式成為師徒關係，她是任劍輝第一個亦是唯一一個依據梨園傳統儀式所收的「入室弟子」。
1961年，參加「仙鳳鳴劇團」演出《白蛇新傳》，她分飾哪吒與鹿童二角。
1962年至1965年，除了演岀電影外，她也參加「慶紅佳劇團」演出，與羽佳、南紅結台緣。
1964年至1965年間，加入「雛鳳鳴劇團」担任正印文武生演出。
1966年，她回復女兒身份拍攝多部受歡迎的時裝歌舞片，電影《彩色青春》更將她的青春玉女形象推上高峰，擁有數十個影友團及影迷會。
1967年，在《長髮姑娘》電影內，戯中她的烏黑及腰長髮形象大受歡迎，所以她亦有 “長髮姑娘”的外號，那時更成為潮流指標，少女們大多留長頭髮去模仿她。祇是1967年，陳寶珠共演出多達32部電影，片酬每部更高達2萬港元。 
於同年（1967年4月），為答謝梁醒波提擕之恩，她與梁醒波的女兒梁寶珠重組「孖寶劇團」，再踏舞台演出 “江山錦繡月團圓” 粵劇。合演者除了梁醒波，還有花旦羅艷卿、陳錦棠。
1968年，她的電影在香港、星馬等地區都大受歡迎，而且當年流行隨片登台，她與尹飛燕、音樂領班朱慶祥等，多次到星馬地區登台，表演粵劇和時裝歌舞。 
1960年代，陳寶珠常與粵語片小生兼編劇及導演呂奇一同主演多部青春文藝片，遂造就二人經典熒幕情侶形象，亦為二人事業高峰。二人亦因多次合作而曾一度交往。
1970年，她赴美國登台演出粵劇，其後，她便留在美國繼續學業。在友人介紹下邂逅在美國讀商科的楊占美，楊是香港百貨業鉅子楊撫生的兒子。
1972年，暑假回港期間，與李寶瑩組「寶寶劇團」演出12場粵劇。及接拍由楚原執導的國語民初動作片《壁虎》，成為最後一部演出的電影。她亦曾在無線電視的《六一八慈善賑災之夜》亮相炒飯籌款，之後便退出娛樂圈。
1974年，她與拍拖4年的楊占美結婚，婚後誕下兒子楊天經。可是這段婚姻只維持到1982年便告終。楊占美於1987年因心臟病逝世。
1999年，她正式復出娛樂圈，演出多部舞台劇，舉辦個人演唱會和粵劇演出。

## 近況
- 1997年，参加由沈殿霞主持的無线电视遊戲节目《公益開心果》，为息影多年后首次亮相。
- 1999年，正式復出舞台，擔綱演出舞台劇《劍雪浮生》飾演師傅任劍輝角色，演出非常成功，2005年再重演該劇。二次共演出140多場，創下至今未破的舞台劇場數演出最多紀錄。
- 2001年，於演藝學院演出64場舞台劇《煙雨紅船》再創口碑賣座佳績，合演者有 梁家輝、廖啓智、劉嘉玲等。
- 2003年，於紅磡體育館開5場個人演唱會。
- 2003年10月2日，出席香港星光大道打手印儀式 [9]。
- 2006年2月4日（農曆年初七），陳寶珠被邀在新落成的亞洲國際博覽館舉辦首場演唱會，為該館打響頭炮。她與香港中樂團85人合作，舉行「陳寶珠與香港中樂團」音樂會，獻唱粵劇名曲及經典流行金曲，成為首位在博覽館舉行演唱會的亞洲藝人。
- 2006年7月，參與《天之驕子》舞台劇，與著名演員鄭少秋拍擋演出[10]。
- 2006年8月30日，親為香港杜莎夫人蠟像舘中自己的蠟像揭幕，她是首位藝人以古裝造型（元朝狀元）展出。
- 2007年，獲第十六屆香港舞台劇華文戯劇百周年榮譽獎。
- 2009年，演出由英皇娛樂集團制作，甘國亮編導的大型時裝舞台劇《我愛萬人迷》。
- 2010年，於紅磡體育館演出大型粵劇《俏柳紅梅》，成為首位在紅館演粵劇而能開三面台共八千多座位俱爆滿的紅伶。
- 2012年4月，首次與內地一級演員蔣文端演出《紅樓夢》，於香港文化中心大劇院隆重公演12場。同年，為第二十三屆澳門藝術節演出三場《紅樓夢》
- 2014年，參與任白慈善基金制作，在文化中心及演藝學院演出的大型粵劇《再世紅梅記》，場場爆滿，好評如潮，更被邀參與澳門藝術節的多場演出。此劇發行dvd及藍光影碟。
- 2016年，參與林建岳制作的大型粵劇《牡丹亭驚夢》，合演名伶有梅雪詩、任冰兒、尤聲普、廖國森、譚穎倫。
- 2016年，三聯書店（香港）一套三冊青春的一抹彩色——影迷公主陳寶珠 傳記出版（陳將所有版權收益全捐 香港血癌基金）。
- 2018年，再為師傅白雪仙監制的大型粵劇《蝶影紅梨記》演出，陳寶珠的粵劇造詣和唱腔更上一層樓，演活師傅任劍輝的戲寶，場場爆滿，熱爆全城，又再獲邀往澳門演出多場。而發行的dvd藍光影碟，至今仍是最賣座的粵劇碟之一。
- 2019年，應新落成的戲曲中心邀請，為該館作開幕表演，演出《再世紅梅記》。因熱爆全城，為免戲迷爭相購票，戲曲中心推出以先登記再抽籤方式，被抽中的可以每人限買4張票，結果公開發售的5000門票共有28,000人登記，創下香港梨園界百年從未有過的驕人紀錄。

## 榮譽
- 1999年，重踏臺板演出100場舞台劇《劍雪浮生》及
- 2000年，演出64場舞台劇《煙雨紅船》。

以上兩劇均成為香港旅遊協會重點宣傳推廣香港旅遊項目之一。
- 2003年10月2日，獲邀出席香港星光大道打手印儀式[9]。
- 2006年8月30日，她親為香港杜莎夫人蠟像舘中自己的蠟像揭幕[11]，她是首位藝人以古裝造型（元朝狀元）展出。*2007年，獲第十六屆香港舞台劇獎推薦獎—華文戲劇百周年榮譽獎。*2016年，與梅雪詩合演之《牡丹亭驚夢》，於「戲曲天地梨園之最2016」頒獎典禮中分別奪得「梨園之最粵劇」及「最受歡迎粵劇」兩獎。

## 電影一覽
| 影片名稱                       | 導演                       | 角色                   | 合演                         |
| 1958年                         | 1958年                     | 1958年                 | 1958年                       |
| ------------------------------ | -------------------------- | ---------------------- | ---------------------------- |
| 《秦香蓮》                     | 莫康時                     | 冬哥                   | 芳艷芬、陳錦棠、靚次伯       |
| 1959年                         |                            |                        |                              |
| 《童軍教練》*                  | 陶秦                       | 胡家貴                 | 梁醒波、蔣光超、翁木蘭       |
| 《雨過天青》*                  | 岳楓                       | 大梅                   | 李湄、張揚、鄧小宇           |
| 《教子逆君皇》                 | 羅志雄                     | 林環兒                 | 任劍輝、吳君麗、譚蘭卿       |
| 《雙孝子劈棺救母》             | 陳焯生                     | 張帶來                 | 羅劍郎、吳君麗、半日安       |
| 1960年                         |                            |                        |                              |
| 《怪俠赤屠龍》                 | 胡鵬                       | 林繼東                 | 關德興、于素秋、林蛟         |
| 《苦兒送米記》                 | 龍圖                       | 任寶安                 | 任劍輝、吳君麗、譚蘭卿       |
| 《天山雙狐鬥屠龍》             | 胡鵬                       | 林繼東                 | 關德興、于素秋、任燕         |
| 《天倫鏡》                     | 珠璣                       | 小雄                   | 任劍輝、吳君麗、半日安       |
| 《冷暖親情（上、下集）》       | 黃岱                       | 方子薇（童年）         | 羅劍郎、吳君麗、林家聲       |
| 《天雷劈棺生鬼仔》             | 陳焯生                     | 杜小紅                 | 麥炳榮、鄧碧雲、羅劍郎       |
| 《屠龍女三鬥粉金剛》           | 胡鵬                       | 林繼東                 | 關德興、于素秋、譚倩紅       |
| 《五兒哭墳》                   | 龍圖                       | 柳愛珠                 | 羅劍郎、羅艷卿、鳳凰女       |
| 《人頭審皇帝》                 | 珠璣                       | 金龍太子               | 任劍輝、吳君麗、林家聲       |
| 《金鏢黃天霸（上、下集）》     | 凌雲、陳焯生               | 張桂英                 | 羅劍郎、鄧碧雲、半日安       |
| 《雪峰魔女（上、下集）》       | 王風                       | 俞齊飛                 | 蘇少棠、于素秋、李香琴       |
| 《亞福過年》                   | 吳回                       | 林吉                   | 梁醒波、紫羅蓮、半日安       |
| 《雙孝子月宮救母》             | 陳焯生                     | 張帶來                 | 麥炳榮、鄧碧雲、馮寶寶       |
| 1961年                         |                            |                        |                              |
| 《子母橋（上、下集）》         | 珠璣                       | 李寶蓮                 | 胡楓、吳君麗、梁醒波         |
| 《活骷髏浴血五仙觀》           | 王風                       | 俞齊飛                 | 于素秋、蘇少棠、任燕         |
| 《女飛俠紅姑》                 | 黃鶴聲                     | 陳繼志 (成年)          | 新馬師曾、余麗珍、半日安     |
| 《天山龍鳳劍（上、下集）》     | 王風                       | 甘小郎                 | 蘇少棠、任燕、劉克宣         |
| 《游龍情俠》                   | 龍圖                       | 幼主劍清               | 任劍輝、羅艷卿、梁醒波       |
| 《一劍九連環》                 | 王風                       | 林小雯                 | 曹達華、吳君麗、于素秋       |
| 《追魂太極鏢》                 | 王風                       | 林小雯                 | 曹達華、吳君麗、于素秋       |
| 《雌雄劍贖母報父仇》           | 陳焯生                     | 顧金花                 | 鄧碧雲、林家聲、李香琴       |
| 《冰山逢怨侶》                 | 蔣偉光                     | 玉華                   | 林家聲、林鳳、林艷           |
| 《小俠白金龍》                 | 馮峰                       | 白金麟                 | 馮寶寶、鳳凰女、林家聲       |
| 《女俠草上飛》                 | 陸邦                       | 姚錦春                 | 羅劍郎、于素秋               |
| 《苗山白毛女（上、下集）》     | 王風                       | 秦苗生                 | 蘇少棠、于素秋               |
| 《崑崙七劍鬥五龍》             | 胡鵬                       | 崑崙飛雁 - 黄天秀      | 曹達華、于素秋               |
| 《十三歲封王》                 | 馮志剛                     | 友德                   | 麥炳榮、鳳凰女、陳錦棠       |
| 《漢宮英烈傳》                 | 珠璣                       | 博明                   | 任劍輝、羅艷卿               |
| 《金鑾教子認生娘》             | 陳焯生                     | 筱龍                   | 羅艷卿、麥炳榮               |
| 《寒江關》                     | 珠璣                       | 薛應龍                 | 蘇少棠、羅艷卿               |
| 《梁紅玉血戰黃天蕩》           | 馮志剛                     | 韓彦直                 | 李鳳聲、于素秋               |
| 1962年                         |                            |                        |                              |
| 《斷橋產子》                   | 王風                       | 鶴童                   | 麥炳榮、于素秋、梁醒波       |
| 《大戰泗洲城》                 | 黃鶴聲                     | 張英傑                 | 粉菊花、文蘭、林家聲         |
| 《千里送皇姑》                 | 陸邦                       | 太子永昌               | 任劍輝、鄧碧雲、任冰兒       |
| 《秋香怨（上、下集）》         | 龍圖                       | 胡小雄                 | 羅劍郎、羅艷卿、胡楓         |
| 《一笑傾城》                   | 黃鶴聲                     | 宜臼太子               | 林鳳、林家聲、陳好逑         |
| 《龍虎風雲萬里紅》             | 珠璣                       | 尹孝文                 | 麥炳榮、譚倩紅、蘇少棠       |
| 《火龍怒吞雙虎將》             | 馮志剛                     | 王興                   | 李鳳聲、于素秋、陳好逑       |
| 《百行孝為先》                 | 珠璣                       |                        | 任劍輝、羅艷卿               |
| 《黃毛怪人》                   | 王風                       | 向雁                   | 曹達華、于素秋、張英才       |
| 《白骨陰陽劍（四集）》         | 凌雲                       | 陸芳菲                 | 曹達華、于素秋、羽佳         |
| 《八大女俠鬧江湖（上、下集）》 | 馮志剛                     | 淑玲                   | 鄧碧雲、任燕、蘇少棠         |
| 《仙鶴神童救母斬蛟龍》         | 陳焯生                     | 王小鶴                 | 麥炳榮、鳳凰女               |
| 1963年                         |                            |                        |                              |
| 《寶劍群英會》                 | 楊工良                     |                        | 于素秋、林家聲、李紅         |
| 《仙鶴神針新傳（上、下集）》   | 康毅                       | 蘭黛公主               | 曹達華、鳳凰女、半日安       |
| 《火燒紅蓮寺（上、下集）》     | 凌雲                       | 陳友蘭                 | 曹達華、于素秋、蕭芳芳       |
| 《清宮劍影錄（上、下集）》     | 凌雲                       | 雲雷                   | 曹達華、于素秋               |
| 《血滴龍鳳杯》                 | 龍圖                       | 戚世平                 | 任劍輝、吳君麗               |
| 《黑蜈蚣》                     | 楊工良                     | 金剛-桂英              | 曹達華、于素秋、李紅         |
| 《為郎頭斷也心甜》             | 羅志雄                     | 阿忠                   | 任劍輝、吳君麗、半日安       |
| 《龍虎下江南（上、下集）》     | 康毅                       | 燕山郎                 | 曹達華、于素秋、蕭芳芳       |
| 《八仙鬧東海》                 | 羅志雄                     | 藍采和                 | 林鳳、張英才、關海山         |
| 《劍神傳（上、下集）》         | 凌雲                       | 史思溫                 | 羅劍郎、于素秋、蕭芳芳       |
| 《仙鶴魔龍》                   | 黃鶴聲                     |                        | 林鳳、黃超武、羽佳           |
| 《劍俠金縷衣（上、下集）》     | 康毅                       | 江上雲                 | 曹達華、于素秋、陳好逑       |
| 《碧血金釵（三集）》           | 陳烈品                     | 上官婉倩               | 張英才、陳好逑               |
| 《紅線女夜盜寶盒》             | 胡鵬                       | 田家寶                 | 蕭芳芳、曹達華、鳳凰女       |
| 《一后三王》                   | 陳烈品                     | (客串)                 | 雪妮、張英才、張清           |
| 《烽火恩仇十六年》             | 馮志剛                     | 惠兒                   | 任劍輝、羅艷卿               |
| 《八表雄風》                   | 凌雲                       | 史思溫                 | 于素秋、羅劍郎               |
| 《雷電天仙劍》                 | 凌雲                       | 白如龍                 | 曹達華、于素秋               |
| 《一劍震江湖》                 | 康毅                       | 陳紫聰                 | 林家聲、陳好逑、蕭芳芳       |
| 1964年                         |                            |                        |                              |
| 《白骨離魂針（上、下集）》     | 楊工良                     | 洪天寶                 | 于素秋、林家聲、李紅         |
| 《神俠鬧江南》                 | 黃鶴聲                     | 郝明                   | 曹達華、于素秋、李紅         |
| 《萬變飛孤》                   | 蔡昌、蕭笙                 | 東方明                 | 于素秋、張英才、李紅         |
| 《陣陣美人威》                 | 黃鶴聲                     | 文錦姑                 | 于素秋、鳳凰女、梁醒波       |
| 《七彩神火棒》                 | 黃鶴聲                     |                        | 余麗珍、鄧碧雲、蕭芳芳       |
| 《龍虎震江南（上、下集）》     | 康毅                       | 燕山郎                 | 曹達華、于素秋、梅蘭         |
| 《雪花神劍（三集）》           | 陳烈品                     | 陳玄霜                 | 雪妮、張英才                 |
| 《武當飛鳳（上、下集）》       | 李化                       | 靈鳳                   | 張英才、劉克宣               |
| 《神龍五虎將》                 | 羅熾                       | 林少華                 | 張英才、陳好逑、張儀         |
| 《情海幽蘭》                   | 楚原                       | 施麗麗                 | 南紅、胡楓                   |
| 《孫悟空七打九尾狐》           | 黃鶴聲、蕭笙               | 青蛇精                 | 于素秋、蕭芳芳、關海山       |
| 《霹靂薔薇（上、下集）》       | 胡鵬、珠璣、馮志剛、黃鶴聲 |                        | 曹達華、羅劍郎、張英才、南紅 |
| 1965年                         |                            |                        |                              |
| 《武林聖火令（上、下集）》     | 蕭笙                       | 段雲秀                 | 林家聲、陳好逑、李紅         |
| 《八荒英雄傳（上、下集）》     | 俞亮                       | 霓裳仙子               | 曹達華、林鳳                 |
| 《千手神拳（上、下集）》       | 珠璣                       | 金燕                   | 曹達華、歐嘉慧               |
| 《黑玫瑰》                     | 楚原                       | 陳美玲                 | 謝賢、南紅                   |
| 《南北雙雄》                   | 凌雲                       | 馬雲燕                 | 林家聲、于素秋               |
| 《天火爐》                     | 凌雲                       | 魏紫紅                 | 曹達華、南紅                 |
| 《六指琴魔（三集）》           | 陳烈品                     | 吕麟                   | 江文聲、李居安               |
| 《哪咤三戲紅孩兒》             | 蕭笙、康毅                 | 紅孩兒                 | 余麗珍、蕭芳芳、李寶瑩       |
| 《真假濟公》                   | 蔣偉光                     | 陳亮                   | 新馬師曾、李寶瑩             |
| 《紫電神風劍》                 | 江夏、陳國華               | 姚家玉                 | 曹達華、于素秋               |
| 《萬里追踪》                   | 吳回                       | 茱莉                   | 張瑛、南紅                   |
| 《孫悟空七鬥八大仙》           | 黃鶴聲                     | 韓湘子                 | 于素秋、蕭芳芳、關海山       |
| 《鐵劍朱痕（上、下集）》       | 胡鵬                       | 甄秋水                 | 張英才、蕭芳芳               |
| 《倚天屠龍記（三集）》         | 楊工良                     | 周芷若                 | 林家聲、陳好逑、李紅         |
| 《玉面閻羅》                   | 蕭笙                       | 陳霖                   | 蕭芳芳、李紅、林蛟           |
| 《老夫子》                     | 陳烈品                     | 飛女                   | 張清、雪妮、高魯泉           |
| 《簫聲震武林（上、下集）》     | 黃鶴聲                     | 袁孝                   | 于素秋、張英才、石堅         |
| 《濟公捉妖》                   | 黃鶴聲                     | 趙不凡                 | 新馬師曾、蕭芳芳、李紅       |
| 《如來神掌怒碎萬劍門》         | 凌雲                       | 袁銅                   | 曹達華、于素秋、石堅         |
| 《孫悟空三戲百花仙》           | 黃鶴聲                     | 蕉精                   | 蕭芳芳、李紅、阮兆輝         |
| 《魔穴神娃（上、下集）》       | 胡鵬                       | 羅神娃                 | 曹達華、于素秋、石堅         |
| 《玉女英魂（上、下集）》       | 陳烈品                     | 沈英魂                 | 曾江、石堅、薛家燕           |
| 《無敵天書（上、下集）》       | 吳天池                     | 小霸王                 | 于素秋、張英才、李紅         |
| 《濟公大鬧公堂》               | 黃鶴聲                     | 朱元武                 | 新馬師曾、蕭芳芳、李紅       |
| 1966年                         |                            |                        |                              |
| 《一劍情》                     | 凌雲                       | 陳寶雄                 | 江漢、南紅、蕭芳芳           |
| 《玉女含冤》                   | 陳雲                       | 丁淑慧                 | 胡楓、薛家燕、麥基           |
| 《碧落紅塵（三集）》           | 凌雲                       | 端木淑                 | 張英才、蕭芳芳、石堅         |
| 《觀世音三服紅孩兒》           | 康毅                       | 紅孩兒                 | 林鳳、鄭碧影、鄭君綿         |
| 《黑玫瑰與黑玫瑰》             | 楚原                       | 陳美玲                 | 謝賢、南紅、馮毅             |
| 《七彩胡不歸》                 | 李鐵                       | 文萍生                 | 蕭芳芳、薛家燕、譚蘭卿       |
| 《萬劫門（上、下集）》         | 蕭笙                       | 顧青楓                 | 蕭芳芳、石堅、李紅           |
| 《聖火雄風（上、下集）》       | 蕭笙                       | 尹天仇                 | 蕭芳芳、李紅、石堅           |
| 《影迷公主》                   | 黃堯                       | 高明珠                 | 呂奇、姜中平、羅蘭           |
| 《中原奇俠》                   | 蕭笙                       | 東方明                 | 于素秋、張英才、沈芝華       |
| 《金鼎游龍》                   | 陳烈品                     | 狄素雲                 | 張清、雪妮、曾江             |
| 《女殺手》                     | 莫康時                     | 江燕                   | 南紅、周驄、譚炳文           |
| 《孫悟空大戰群妖》             | 黃鶴聲                     | 白馬精                 | 蕭芳芳、李紅、洪紅           |
| 《彩色青春》                   | 余河                       | 鄧蘭絲                 | 胡楓、蕭芳芳、薛家燕         |
| 《玉女追兇》                   | 羅熾                       | 謝寶珍                 | 周驄、嘉玲、麥基             |
| 《鐵血恩仇錄（上、下集）》     | 王風                       | 余志辉                 | 蕭芳芳、于素秋、石堅         |
| 《金鼎游龍勾魂令》             | 陳烈品                     | 狄素雲                 | 張清、李居安、石堅           |
| 《女賊黑野貓》                 | 蔣偉光                     | 黑野貓 (羅秘書)        | 胡楓、方心、石堅             |
| 《劫火紅蓮（上、下集）》       | 凌雲                       | 燕遠南                 | 蕭芳芳、李居安、吳千楓       |
| 《通緝令》                     | 劉丹青                     | 分飾 倪美萍 / 劉玉鳳   | 胡楓、林蛟、李香琴           |
| 《雙鳳旗（上、下集）》         | 凌雲                       | 容劍青                 | 蕭芳芳、石堅、李紅           |
| 《莫忘今宵》                   | 黃堯                       | 歐陽鳳儀               | 呂奇、何沖、余美華           |
| 《姑娘十八一朵花》             | 黃堯                       | 吳海燕                 | 呂奇、張清、薛家燕           |
| 《荳蔻干戈（上、下集）》       | 凌雲                       | 淳于俊                 | 蕭芳芳、李香琴、石堅         |
| 《第一號女探員》               | 龍圖                       | 白奕華                 | 呂奇、文蘭、張儀             |
| 《孝女珠珠》                   | 秦晚濤                     | 珠珠                   | 林家聲、高明、鄭君綿         |
| 《女殺手虎穴救孤兒》           | 莫康時                     | 分飾 江燕 / 湯静儀     | 周驄、譚炳文、羅蘭           |
| 《八大女俠鬧江湖》             | 馮志剛                     | 淑玲                   | 于素秋、蕭芳芳、薛家燕       |
| 1967年                         |                            |                        |                              |
| 《玉郎三戲女將軍》             | 蕭笙                       | 封加進                 | 蕭芳芳、玫瑰女、靚次伯       |
| 《聖火雄風大破火蓮陣》         | 蕭笙                       | 尹天仇                 | 蕭芳芳、李紅、吳千楓         |
| 《玉女金剛》                   | 盧雨岐                     | 慧萍                   | 呂奇、方心、關海山           |
| 《七公主（上、下集）》         | 凌雲                       | 駱震宇                 | 蕭芳芳、馮寶寶、沈芝華       |
| 《黑殺星》                     | 蔣偉光                     | 分飾 王明惠 / 王明誠   | 石堅、鄭少秋、林蛟           |
| 《女鐵膽》                     | 凌雲                       | 分飾 伍家寶 / 董珍妮   | 朱江、玫瑰女、高魯泉         |
| 《長髮姑娘》                   | 余河                       | 駱愛蓮                 | 林家聲、姜中平、羅蘭         |
| 《女探黑天鵝》                 | 凌雲                       | 冷茵                   | 張清、白瑛、駱恭             |
| 《花月佳期》                   | 黃堯                       | 麥静如                 | 呂奇、張儀、葉青             |
| 《七彩封神榜》                 | 蕭笙                       | 哪吒                   | 蕭芳芳、李紅、白瑛           |
| 《大師姐》                     | 陳烈品                     | 吳翩翩                 | 曾江、羅愛嫦、李居安         |
| 《風流才子俏丫環》             | 黃鶴聲                     | 倫文叙                 | 吳君麗、蘇少棠、李香琴       |
| 《玉女相思》                   | 陸邦                       | 方佩思                 | 胡楓、李紅、麥基             |
| 《小媳婦》                     | 莫康時                     | 丁伶                   | 張清、曾江、羅蘭             |
| 《空中女殺手》                 | 莫康時                     | 江燕                   | 譚炳文、方心、石堅           |
| 《第一號女探員之死亡通行證》   | 楚原                       | 白奕華                 | 張儀、梁醒波、容玉意         |
| 《迷人小鳥》                   | 黃堯                       | 分飾 郭婉明 / 李冠球   | 呂奇、張清、李敏             |
| 《女賊金燕子》                 | 蔣偉光                     | 金燕                   | 曾江、石堅、李香琴           |
| 《貓眼女郎》                   | 羅熾                       | 賀玲珠                 | 曾江、石堅、孟莉             |
| 《玉女飛龍》                   | 張文                       | 曹婉薇                 | 吳君麗、胡楓、石堅           |
| 《旺財嫂》                     | 凌雲                       | 旺财嫂                 | 張清、曾江、玫瑰女           |
| 《黑野貓霸海揚威》             | 蔣偉光                     | 黑野猫                 | 胡楓、李紅、石堅             |
| 《女金剛大戰獨眼龍》           | 凌雲                       | 冷茵                   | 張清、玫瑰女、沈殿霞         |
| 《玉女的祕密》                 | 蕭笙                       | 何珊珊                 | 曾江、杜平、沈殿霞           |
| 《漁港恩仇》                   | 陳烈品                     | 李婉婷                 | 曾江、羅愛嫦、江文聲         |
| 《紅衣少女》                   | 何建業                     | 红衣女                 | 周驄、孟莉、石堅             |
| 《情竇初開》                   | 莫康時                     | 王綺華                 | 呂奇、譚炳文、賀蘭           |
| 《黑白飛天貓》                 | 龍圖                       | 飛天白猫 - 白翎        | 曾江、方玲玉、梅欣           |
| 《莫負青春》                   | 吳丹                       | 程慧冰                 | 呂奇、譚炳文、沈殿霞         |
| 《天劍絕刀（上、下集）》       | 陳烈品                     | 左少白                 | 曾江、雪妮、李居安           |
| 《金色聖誕夜》                 | 秦晚濤                     | 張麗                   | 呂奇、高明、鄧光榮           |
| 《無敵女殺手》                 | 莫康時                     | 分飾 江燕 / 張翠玲     | 呂奇、譚炳文、石堅           |
| 1968年                         |                            |                        |                              |
| 《青春玫瑰》                   | 蔣偉光                     | 何少萍                 | 胡楓、鄭少秋、沈芝華         |
| 《玉女痴情》                   | 楚原                       | 何小玲                 | 胡楓、張清、羅蘭             |
| 《梅蘭菊竹》                   | 黃堯                       | 方玉蘭                 | 呂奇、薛家燕、沈殿霞         |
| 《狄青三取珍珠旗》             | 珠璣                       | 狄青                   | 李居安、新海泉、潘有聲       |
| 《樊梨花》                     | 馮志剛                     | 樊梨花                 | 羽佳、譚蘭卿、沈芝華         |
| 《再世紅梅記》                 | 黃鶴聲                     | 裴禹                   | 南紅、梁醒波、蘇少棠         |
| 《玉樓三鳳》                   | 吳丹                       | 詹鳳雯                 | 雪妮、胡楓、秦沛             |
| 《血影紅燈》                   | 王風                       | 南宫俊                 | 鄭少秋、張英才、薛家燕       |
| 《多情妙賊》 (鑽石艷盜)        | 陸邦                       | 梁佩佩                 | 張清、曾江、王天麗           |
| 《給我一個吻》                 | 黃堯                       | 劉慧儀                 | 呂奇、夏萍、沈殿霞           |
| 《玉女心》                     | 陳烈品                     | 凌麗芬                 | 呂奇、陳非儂、宮粉紅         |
| 《玉女添丁》                   | 楚原                       | 梅麗芳                 | 呂奇、方心、馮淬帆           |
| 《春光無限好》                 | 吳丹                       | 杜詠琴                 | 呂奇、王天麗、譚炳文         |
| 《愛他、想他、恨他》           | 黃堯                       | 丁美華                 | 呂奇、張清、葉青             |
| 《紅鸞星動》                   | 何建業                     | 李淑蘭                 | 呂奇、夏萍、馮寶寶           |
| 《紅葉戀》                     | 吳丹                       | 分飾 櫻子姑娘 / 祁蘭心 | 呂奇、王天麗、譚炳文         |
| 《天狼寨》                     | 凌雲                       | 上官玉鳳               | 曾江、雪妮、張英才           |
| 《霧美人》                     | 秦晚濤                     | 安妮                   | 呂奇、薛家燕、麥基           |
| 1969年                         |                            |                        |                              |
| 《蔓莉蔓莉我愛你》             | 呂奇                       | 蔓莉                   | 呂奇、馮淬帆、陳曼娜         |
| 《娘惹之戀》                   | 呂奇                       | 施韻                   | 呂奇、陳良忠、梁寶珠         |
| 《艷俠紅玫瑰》                 | 凌雲                       | 紅玫瑰                 | 曾江、方心、張儀             |
| 《神貓》                       | 黃堯                       | 白小蓮                 | 呂奇、薛家燕、孟莉           |
| 《玉女劍》                     | 陳烈品                     | 司馬秋紅               | 曾江、陳好逑                 |
| 《江湖第一劍》                 | 凌雲                       | 王翠英                 | 曹達華、林錦棠、石堅         |
| 《銅皮鐵骨》                   | 凌雲                       | 賀劍蘭                 | 呂奇、石堅、俞明             |
| 《成家立室》                   | 集體                       | 林碧珊                 | 胡楓、鄭君綿、羅蘭           |
| 《七彩姑娘十八一朵花》         | 黃堯                       | 楊文娟                 | 曾江、張清、沈殿霞           |
| 《相思甜如蜜》                 | 陸邦                       | 董慧玲                 | 曾江、張清、森森             |
| 《郎如春日風》                 | 呂奇                       | 上官娉婷               | 呂奇、宮粉紅、陳良忠         |
| 1970年                         |                            |                        |                              |
| 《三殺手》                     | 陳烈品                     | 林人杰                 | 薛家燕、陳好逑、秦沛         |
| 《飛鳳狂龍》                   | 凌雲                       |                        | 曾江、秦沛、林蛟             |
| 《不敢回家的少女》             | 楊權                       | 夏玉鳳                 | 薛家燕、曾江、胡楓           |
| 《總有一天捉到你》             | 陳烈品                     | 李慧鳳                 | 薛家燕、曾江、張清           |
| 《嫁衣》                       | 劉達                       | 蕭海雲                 | 胡楓、尹芳玲、薛家燕         |
| 《神探一號》                   | 曹達華                     |                        | 曹達華、薛家燕、雪妮         |
| 《我永遠記著你》               | 楊權                       | 麥瑪利                 | 胡楓、曾江、彬彬             |
| 1972年                         |                            |                        |                              |
| 《壁虎》*                      | 楚原                       | 小菊                   | 岳華、羅烈、歐陽莎菲         |

*：國語片

## 舞台演出
- 《白水灘》1956年9月6日（璇宮戲院）
- 《三岔口》《花蝴蝶》《連環套》《虹霓關》《周瑜歸天》《大戰泗洲城》1956年
- 《東方夫人》《大戰宛城》1956年12月11日（璇宮戲院）
- 《潛龍彩凰鬧猴山》與「孖寶劇團」演出，1957年8月16 - 20日（利舞臺）
- 《王伯當招親》與「孖寶劇團」演出，1957年8月21日（利舞臺）
- 《潛龍彩凰鬧猴山》《王伯當招親》與「孖寶劇團」演出，1957年10月25日（東樂戲院）
- 《鐵弓奇緣》唐滌生編劇，與「孖寶劇團」演出，1958年12月
- 《白蛇新傳》參與仙鳳鳴劇團演出，1961年9月19 - 27日（利舞台）
  - 9月30日--11月8日（普慶戲院）
- 《英雄兒女保江山》《佳人俠盗劍如虹》……等，她參與羽佳和南紅的「慶紅佳劇團」演出，其他台柱還有梁醒波、靚次伯和任冰兒，1962年（大會堂音樂廳/東樂戲院）
- 《碧血丹心》飾演李定國，參與「雛鳳鳴劇團」首次演出，1964年3月6日（利舞台）
  - 1964年4月30日--5月1日（大會堂）
- 平劇《神亭嶺》，為師傅粉菊花的「春秋戯劇學校」義演，1967年
- 《江山錦繡月團圓》，再重組「孖寶劇團」，除了梁寶珠、梁醒波，還有正印花旦羅艷卿，武狀元陳錦棠，初擔武生的尤聲普助陣。1967年4月（太平戲院/九龍大戲棚三千座位）
- 《白水灘》演十一郎，助師傅粉菊花義演，1972年
- 《玉郎寶劍定江山》及《楊門胭脂將》，與李寶瑩組「寶寶劇團」演出12場，1972年
- 《劍雪浮生》舞台劇， 1999年3月5日--5月16日（香港演藝學院）
  - 5月21日--6月7日（沙田大會堂）
  - 6月12 - 21日（屯門大會堂）
- 《煙雨紅船》舞台劇，2000年11月23日-2001年2月4日（香港演藝學院）
- 《劍雪浮生》舞台劇（重演），2005年3月25日--5月3日（香港演藝學院）
  - 2005年5月6 - 7日（澳門文化中心）
  - 2005年9月9 - 10日（新加坡濱海藝術中心）
- 《天之驕子》舞台劇，2006年7月21--8月27日（香港演藝學院）
  - 2006年9月1 - 17日（沙田大會堂）
  - 2006年12月24 - 26日（澳門文化中心）
- 《我愛萬人迷》舞台劇，2009年1月1 - 25日（香港演藝學院）
- 《俏‧柳‧紅‧梅粵劇折子》2010年2月24 - 27日（香港紅磡體育館）
  - 8月14日（澳門金光綜藝館）
- 《紅樓夢》2012年4月18 - 29日（香港文化中心大劇院）
  - 2012年5月26 - 28日（澳門文化中心）
- 《再世紅梅記》2014年1月16 - 26日（香港文化中心大劇院）
  - 2014年3月27日--4月6日（香港演藝學院）
  - 2014年4月17 - 22日（澳門文化中心）
- 《牡丹亭驚夢》2016年5月7 - 28日（香港演藝學院歌劇院）
  - 2016年8月15 - 21日（香港文化中心大劇院）
- 《蝶影紅梨記》2017年7月13 - 30日（香港文化中心大劇院）
  - 2018年6月14 - 19日（澳門文化中心）
- 《再世紅梅記》2019年1月20 - 30日（西九文化區戲曲中心大劇院）

## 慈善/籌款演出
陳寶珠在1999年復出以來，除了演出舞台劇、開個人演唱會和粵劇外，亦經常參與慈善及公益活動，為文化、粵劇、醫療及貧苦大衆出錢出力。以她的知名度為不同團體籌款或宣傳，例如：香港血癌基金、樂施會、護苗基金、高錕慈善基金、宣明會、志蓮淨苑、唐氏粵劇團、送暖到貴州、到訪天水圍、捐助善終服務、山區兒童等、又曾為政府拍攝樓宇維修廣告。
陳寶珠多年擔任香港血癌基金會的名譽慈善大使，血癌基金會是一個非牟利的慈善機構，亦是淋巴瘤聯盟的成員之一，她多次出席基金會的籌款及義賣活動，又探訪病患者。於2001年，香港血癌基金成立。
- 為演藝友誼社、東華三院及香港中文大學籌款，慈善演出三場舞臺劇劍雪浮生。1999年（香港演藝學院）
- 為東華籌款，用作擴建免費醫療服務，舞臺劇煙雨紅船首演。2000年（香港演藝學院）
- 「愛心湯送暖大行動」主辦香港煤氣公司，她擔任愛心送湯大使，2001年4月22日（鯉景灣康瑞村）
- 舞臺劇劍雪浮生載譽重演，成立獎學金推動粵劇發展，2004年（香港演藝學院）
- 「癌之轉譯研究組織亅及東華籌募經費以扶助弱勢社群。古裝音樂劇《天之驕子》首兩晚慈善演出。2006年7月21、22日（香港演藝學院）
- 《重按霓裳歌遍徹》紀念任劍輝逝世十五周年籌款晚會，2004年11月21日（香港文化中心大劇院）
- 《八和愛心獻南亞》 2005年1月16日（香港文化中心大劇院）
- 《八和同心暖四川》 2008年6月5日（新光戲院）
- 心晴行動慈善基金主辦《有心有情粵曲慈善晚會》2008年10月9日（新光戲院）
- 《歡樂滿東華2008》 2008年12月13日（將軍澳電視廣播城）
- 《香港脊髓損傷基金籌款晚會：燃點希望展新生》2011年4月19日（亞洲電視大埔總台）
- 《香港八和會館2012籌款演出》 2012年10月22日（香港文化中心大劇院）
- 「乳健同行」步行籌款活動，陳寶珠為乳癌基金大使。2015年10月18日（山頂道花園）
- 青春的一抹彩色——影迷公主陳寶珠 傳記出版，一套三冊（陳將所有版權收益全捐香港血癌基金）。2016年（三聯書店 香港）
- 「乳健同行」步行籌款活動，陳寶珠已經為第三年成為乳癌基金大使。2017年10月22日（山頂道花園）
- 由慈善機構「愛連心」舉行的一個展覽，以神秘嘉賓身份現身出席，並在慈善銀紙套裝上簽名善款，以幫助基層婦女。2020年11月16日（「虎豹樂圃」前身虎豹別墅）

## 演唱會
- 《陳寶珠嚟喇演唱會》2003年12月5日-12月8日（紅磡體育館）
- 《陳寶珠與香港中樂團音樂會》2006年2月4日（亞洲國際博覽館）
- 《陳寶珠來了2011演唱會》2011年8月6日（新加坡-聖淘沙名勝世界會議中心）
- 《陳寶珠來了！馬來西亞演唱會》2018年1月20日（馬來西亞-雲頂雲星劇場）

## 節目主持
- 《與陳寶珠談情說愛》（2003年，無線電視）
- 《劍雪浮生再傳情》（2005年，Roadshow）
- 《絲竹樂韻陳寶珠》（2006年，Roadshow）
- 《俏柳紅梅繫寶珠》（2010年，無線電視）

## 影視媒體形象

### 電影
- 《精裝難兄難弟》：1997年電影，由張可頤飾演程寶珠，影射陳寶珠。

### 電視
- 《難兄難弟》：1997年電視劇，由張可頤飾演程寶珠。
- 《難兄難弟之神探李奇》：1998年電視劇，由張可頤飾演程寶珠。
- 《荃加福祿壽》：2010年綜藝節目，由湯盈盈扮演寶珠，模仿陳寶珠。
- 《荷里活有個大老千》：2019年電視劇，由文凱玲飾演陳明珠，原型為陳寶珠。

## 外部連結
- HKCinemagic.com：陳寶珠 （页面存档备份，存于）
- chanpochu.net
- Connie Chan在互联网电影资料库（IMDb）上的資料（英文）
- 陳寶珠在香港影庫上的簡介
- 1965年12月6日(星期一)，香港麗的呼聲銀色電臺訪問陳寶珠 (第一段) （页面存档备份，存于）
- 1965年12月6日(星期一)，香港麗的呼聲銀色電臺訪問陳寶珠 (第二段) （页面存档备份，存于）